# Christian Gottlieb Kluge der Jüngere
Christian Gottlieb Kluge der Jüngere (* 6. August 1742 in Wittenberg; † 12. April 1824 in Meißen) war ein deutscher evangelischer Theologe und Pädagoge.

## Leben
Geboren als Sohn von Christian Gottlieb Kluge der Ältere, besuchte er die Stadtschule in Wittenberg und 1756–1762 das kurfürstliche Gymnasium in Schulpforta. Danach zog es ihn wieder in seine Heimatstadt, wo er an der Universität Wittenberg ein Studium aufnahm. Dort erlangte er am 17. Oktober 1765 den höchsten akademischen Grad eines Magisters der Philosophie, hielt, nachdem er sich die Vorleseerlaubnis eines Magister Legens am 5. Dezember 1766 erworben hatte, Privatvorlesungen und wurde am 12. Juni 1767 als Adjunkt an die Philosophische Fakultät der Wittenberger Hochschule aufgenommen.
In Wittenberg setzte er seine theologischen Studien fort, erlangte am 15. März 1770 als Baccalaureus der Theologie Aufnahme an die theologische Fakultät der Hochschule und wurde 1770 Diakon und Pestkaplan an der Wittenberger Schlosskirche. 1771 ging er als Diakon und als außerordentlicher Gymnasialprofessor nach Schulpforta, wozu er am 10. März dort die Probepredigt hielt, am 13. März die Prüfung für das Lehramt absolvierte und am 20. März in Dresden konfirmiert wurde. 1775 wurde er Pfarrer an der St.-Afra-Kirche in Meißen und Gymnasialprofessor für hebräische Sprache am kurfürstlichen Gymnasium daselbst. 1802 promovierte er in Wittenberg zum Doktor der Theologie, schlug 1805 die Superintendentur in Zahna aus Altersgründen aus und wurde 1821 emeritiert.
Kluge war zwei Mal verheiratet. Seine erste Ehe schloss er 1776 mit Concordia Wilhelmina Langguth, † 1778, der Tochter des Wittenberger Professors der Medizin Georg August Langguth und dessen erster Frau Sophie Henriette Reinhard (1732–1757). Nach ihrem Tod heiratete er am 12. Juli 1786 in Meißen Catharina Rahel Concordia Kröpping, († 1823), die Tochter des Pfarrers in Zschaitz Johann Andreas Kröpping (1714–1797). Aus zweiter Ehe stammen Kinder. Von diesen kennt man:
Sohn Christian August Kluge, (* Meißen, † Kairo/Ägypten 1839), 5. April 1809 bis 25. Februar 1815 sächsische Landesschule St. Afra Meißen, Uni. Wittenberg (28.04.1811 dep.), Uni. Jena, Mag. phil., lebte in Jena, wurde Orientalist,
Sohn Christian Friedrich Kluge, (* ± 1788 in Meißen, † 25. Dezember 1826 in Dresden), 6. Juli 1801 bis April 1807 sächsische Landesschule St. Afra in Meißen, 1807 Uni. Wittenberg (17. Januar 1807 dep.), 8. September 1810 Examen jur. ebd., 1811 Actuar im Amt Kühndorf, 1813 1. Actuar im Amt Schleusingen, 1817 1. Actuar im Amt Pirna, dann Justizamtmann Nossen, 1825 geh. Referendar im Geh.-Rat Dresden, ⚭ Christiane Barbara Rotenbach,
Sohn Christian Moritz (Mauritius) Kluge, * Meißen, 18. Oktober 1811 sächsische Landesschule St. Afra in Meißen, Uni. Wittenberg (17.07.1812 dep.),
Tochter Christiane Wilhelmine Ernesta Kluge, ⚭ mit Christian Gottlob Atenstädt, (* 13. Februar 1782 in Oschatz; † 30. Mai 1860 in Meißen), 17. Juni 1795 bis 31. März 1800 sächsische Landesschule Pforta, 10. April 1800 Uni. Leipzig, 28. Mai 1805 Advokat, 27.02.1808 Acciseinspektor Mügeln und Mutschen, 1. Juni 1808 Acciseinspektor und Stadtschreiber Oschatz, 1834 Stadtrichter Oschatz, 1. Oktober 1839 Kreisamtmann Meißen, 7. Juni 1816 Ritterkreuz d. sä. Zivildienstordens, 20. Oktober 1849 Komthur des sächsischen Zivildienstordens, Mitglied d. sä. Landtags, 1851 a. D.,
Tochter Henriette Kluge, (* ± 1793/94 in Meißen; † 13. Februar 1818 ebenda), ⚭ 12. November 1815 in Meißen mit Bernhard Wilhelm Weymann, Kaufmann Meißen

## Werkauswahl
- Diss. de elegantia dictionis poeticae in membris humanis affectuum loco positis. (Als Respondent) 3 Teile. Tschiedrich, Wittenberg 1766, 1767 (Digitalisat Teil 1), (Teil 2), (Teil 3)
- Kurze Entwürfe seiner in Schulpforta gehaltenen Predigten. 1773.[1]
- Das gute Vertrauen einer christlichen Gemeine zu ihren Lehrer, als treuem Haushalter über Gottes Geheimnisse. (Probepredigt) Meißen 1775.[2]
- Die zu Gott gerichteten Augen des Christen, wie er bekennen muß, meine Hülfe kommt vom Herrn. (Abschiedspredigt in Pforta) Meißen 1775.[3]
- Was ist Gottes Absichten gemäß, in Ansehung der natürlichen und künstlichen Pocken?. Ife, Weißenfels 1777. (Digitalisat) nebst einer Geschichte von dem gesegneten Erfolg der Blattern Einimpfung in Sachsen. Meißen 1777
- Der hohe Werth der Christenkinder bey dem bereinigten Gottesglauben, Meißen 1779. (Antrittspredigt)[4]
- Zu Dr. Tittmanns Gesangbuch fügte er einen Anhang kurzer Lieder für junge Christen, Meißen 1788.
- Erbarme dich meiner! Predigt über das Evangelische Reminiscere, Meißen 1801.
- Diss. inaugur. De verbis Paulinis ad Ebr. II. 2. Klinkicht, Meißen 1802.